# Feliciano Scarpellini
Feliciano Scarpellini (auch Félicien Scarpellini) (* 20. Oktober 1762 in Foligno im damaligen Kirchenstaat; † 29. November oder 1. Dezember 1840 in Rom) war ein französisch-italienischer Physiker, Astronom und Politiker.

## Biographie
Scarpellini wurde 1762 in Foligno als Sohn von Filippo Scarpellini und Caterina Piermarini, der Schwester des Architekten Giuseppe Piermarini, geboren. Er studierte an der Päpstlichen Universität Gregoriana und am Collegio Umbro-Fuccioli und wurde Abt. Anschließend wurde er zunächst Hauslehrer im Haus von Marchese Frangipani. 1794 übernimmt er das Amt des Rektors des Collegio Umbro-Fuccioli, welchem er auf eigene Kosten ein Labor errichtet und zur Verfügung stellt. Er freundete sich mit Gaspard Monge an, der im Rahmen des Italienfeldzugs von Napoleon Bonaparte nach Rom kam. 1801 gründete er zusammen mit Gioacchino Pessuti die Caetani-Akademie, der er als Abt vorstand. Sie ging später in der Accademia Nazionale dei Lincei auf.
Bis 1814 ist Scarpellini auch Direktor des Observatorium Specola Caetani. Zwei Jahre später wurde er zum Professor für Physik und Astronomie an der Universität La Sapienza in Rom ernannt. Diesen Lehrstuhl hatte er bis zu seinem Tod inne. Damit war er auch Direktor des astronomischen Observatoriums der Universität. Hierhin holte er auch seine Nichte und Astronomin Caterina Scarpellini als Assistentin. Zudem gründete er auch das Observatorium auf dem Kapitol.

## Politiker
In der kurzen Phase der Römischen Republik war er Tribun. Später war er von 1811 bis 1814 zur Zeit der französischen Annexion der päpstlichen Gebiete auch als Félicien Scarpellini Mitglied des Corps législatif, der gesetzgebenden Versammlung von Frankreich für das „Départements de l’Empire français aujourd’hui en Italie“.

## Ehrungen und Auszeichnungen
- In Rom ist die Straße Via Feliciano Scarpellini[5] nach ihm benannt.
- Auch in seiner Geburtsstadt Foligno ist eine Straße nach ihm benannt.[6]